# Premi Cóndor de Plata a la millor actriu de repartiment
El Premi Cóndor de Plata a la millor actriu de repartiment és un dels guardons concedits per l'Asociación de Cronistas Cinematográficos de la Argentina, per a donar un distingit reconeixement a les actuacions d'actrius en rols de repartiment o secundaris en una pel·lícula de l'any anterior a la cerimònia de lliurament d'aquest premi.

## Guanyadors
| Any  | Actor                               | Pel·lícula                                              |
| ---- | ----------------------------------- | ------------------------------------------------------- |
| 2020 | Jazmín Stuart                       | Las buenas intenciones                                  |
| 2019 | Graciela Borges                     | La quietud                                              |
| 2018 | Marilú Marini Érica Rivas           | Los que aman, odian La cordillera                       |
| 2017 | Susana Pampín                       | La luz incidente                                        |
| 2016 | Mónica Lairana                      | El patrón: radiografía de un crimen                     |
| 2015 | Érica Rivas                         | Relatos salvajes                                        |
| 2014 | Victoria Carreras                   | Puerta de Hierro, el exilio de Perón                    |
| 2013 | Cristina Banegas                    | Infancia clandestina                                    |
| 2012 | Verónica Llinás                     | Cerro Bayo                                              |
| 2011 | Ana Celentano                       | El mural                                                |
| 2010 | Gabriela Toscano                    | Las viudas de los jueves                                |
| 2009 | Malena Solda                        | Cordero de Dios                                         |
| 2008 | Betiana Blum Mirta Busnelli         | Tocar el cielo Las mantenidas sin sueños                |
| 2007 | Evangelina Salazar                  | Monobloc                                                |
| 2006 | Virginia Innocenti                  | Iluminados por el fuego                                 |
| 2005 | Adriana Aizemberg                   | El abrazo partido                                       |
| 2004 | Beatriz Thibaudin                   | Tan de repente                                          |
| 2003 | Julieta Díaz                        | Herencia                                                |
| 2002 | Norma Aleandro                      | El hijo de la novia                                     |
| 2001 | Elsa Berenguer                      | Nueve reinas                                            |
| 2000 | Adriana Aizemberg                   | Mundo grúa                                              |
| 1999 | Olga Zubarry                        | Plaza de almas                                          |
| 1998 | Leticia Brédice                     | Cenizas del paraíso                                     |
| 1997 | Norma Pons                          | Sotto voce                                              |
| 1996 | Leonor Manso                        | Patrón                                                  |
| 1995 | Alicia Bruzzo                       | Una sombra ya pronto serás                              |
| 1994 | Juana Hidalgo                       | El caso María Soledad                                   |
| 1993 | Luisina Brando                      | ¿Dónde estás amor de mi vida que no te puedo encontrar? |
| 1992 | Leonor Manso                        | La última siembra                                       |
| 1991 | Cecilia Rosetto                     | Flop                                                    |
| 1990 | María Fiorentino                    | La ciudad oculta                                        |
| 1989 | Mirta Busnelli                      | Las puertitas del Sr. López                             |
| 1988 | Graciela Dufau                      | Sofía                                                   |
| 1987 | Ana María Giunta                    | La pel·lícula del rey                                   |
| 1986 | Chela Ruiz                          | La historia oficial                                     |
| 1985 | China Zorrilla                      | Darse cuenta                                            |
| 1983 | Elena Tasisto                       | Últimos días de la víctima                              |
| 1982 | Graciela Dufau                      | Queridas amigas                                         |
| 1972 | Perla Santalla                      | Juguemos en el mundo                                    |
| 1971 | Marilina Ross                       | Los herederos                                           |
| 1970 | Nora Cullen                         | El dependiente                                          |
| 1968 | María Luisa Robledo                 | Noche terrible                                          |
| 1967 | Susana Campos                       | Del brazo y por la calle                                |
| 1966 | Beatriz Matar María Antonia Tejedor | Pajarito Gómez La pérgola de las flores                 |
| 1964 | Bárbara Mujica                      | Las ratas                                               |
| 1963 | Milagros de la Vega                 | La cifra impar                                          |
| 1962 | María Rosa Gallo                    | La mano en la trampa                                    |
| 1961 | Aída Luz                            | Las furias Sábado a la noche, cine                      |
| 1960 | Lydia Lamaison Iris Marga           | La caída El candidato                                   |
| 1959 | María Luisa Robledo                 | Rosaura a las diez                                      |
| 1956 | Alba Mujica                         | Para vestir santos                                      |
| 1955 | Julia Sandoval                      | Guacho                                                  |
| 1954 | Nelly Panizza                       | Mercado negro                                           |
| 1953 | Ilde Pirovano                       | No abras nunca esa puerta                               |
| 1952 | Zoe Ducós                           | Suburbio                                                |
| 1951 | Diana Maggi                         | Nacha Regules                                           |
| 1948 | Sabina Olmos                        | La gata                                                 |
| 1946 | Judith Sulian                       | Se abre el abismo                                       |
| 1945 | Elsa O'Connor                       | El deseo                                                |
| 1944 | Leticia Scury                       | Tres hombres del río                                    |